# Sandhems församling
Sandhems församling var en församling i Skara stift och i Mullsjö kommun. Församlingen uppgick 2002 i Sandhem-Utvängstorps församling. 

## Administrativ historik
Församlingen har medeltida ursprung. Församlingen införlivade tidigt Ljunghems församling och 1548 Mossebergs församling. År 1655 utbröts Nykyrka församling. 
Församlingen var till 1638 moderförsamling i pastoratet Sandhem, Utvängstorp och Härja som till 1548 även omfattade Mossebergs församling. Från 1638 till 19 mars 1691 var den moderförsamling i pastoratet Sandhem och Utvängstorp som från 1655 även omfattade Nykyrka församling. Från 19 mars 1691 till 1962 var församlingen moderförsamling i pastoratet Sandhem, Härja, Utvängstorp och Nykyrka och från 1962 till 2002 moderförsamling i pastoratet Sandhem, Utvängstorp, Nykyrka och Bjurbäck. Församlingen uppgick 2002 i Sandhem-Utvängstorps församling.

## Kyrkoherdar
Lista över kyrkoherdar.
| Ämbetstid | Namn                  | Levnadstid | Övrigt                                 |
| --------- | --------------------- | ---------- | -------------------------------------- |
| 1419      | Petrus Bengtsonius    |            |                                        |
| 1548      | Axelius Petris        |            |                                        |
| 1549      | Jon                   |            |                                        |
| 1556–1557 | Thorstanus Magni      |            |                                        |
| 1571      | Andreas               |            |                                        |
| 1593      | Petrus                |            |                                        |
| 1633–1650 | Bened. Andreae        | –1650      | Riksdagsman.                           |
| –1652     | Petrus Andreae        | –1652      |                                        |
| 1653–1677 | Petrus Ben. Lund      | 1595–1677  |                                        |
| 1679–1698 | Gabriel Rosendahl     | 1643–1698  |                                        |
| 1700–1739 | Sveno Börstell        | 1654–1739  |                                        |
| 1739–1755 | Ericus Wallmark       | 1678–1755  |                                        |
| 1756–1787 | Brynolf Kymell        | 1703–1787  |                                        |
| 1788–1805 | Sven Hollberg         | 1728–1805  |                                        |
| 1808–1828 | Lars Frödelius        | 1750–1828  |                                        |
| 1830–1836 | Johan Svenander       |            | Senare kyrkoherde i Varola församling. |
| 1836–1841 | Anders Blomgren       | 1792–1841  |                                        |
| 1844–1874 | Johan Gustaf Blomberg | 1789–      |                                        |

## Organister
| Period    | Namn                  | Levnadstid   | Övrigt   |
| --------- | --------------------- | ------------ | -------- |
| 1746–1793 | Lars Larsson Sandblom | 1722–1797    | Organist |
| 1793–1797 | Per Uhrberg           | 1753–ca 1809 | Organist |
| 1797–1798 | Peter Emanuel Blom    | 1776–1843    | Organist |
| 1799–1809 | Samuel Rythén         | 1781–1854    | Organist |
| 1810–1852 | Karl Magnus Hagström  | 1785–1852    | Organist |
| 1852–1854 | Gustav Kempe          | 1806–1874    | Organist |
| 1854–1858 | Johan Gustav Nilsson  | 1825–        | Organist |
| 1858      | Gustav Kempe          | 1806–1874    | Organist |

## Kyrkor
- Sandhems kyrka